# Birdy Nam Nam
Pour les articles homonymes, voir BNN et Birdy Nam Nam (album).
Cet article possède un paronyme, voir Birdy.
Birdy Nam Nam, abrégé BNN, est un groupe de musique électronique français, lauréat du titre de champion du monde de DJ en équipe en 2002 au concours DMC. Il est issu de l'ancien collectif Skratch Action Hiro, deux fois troisième à ce même concours en 1999 et 2001. Birdy Nam Nam est composé de trois membres : Crazy B, Little Mike, DJ Need (DJ Pone a quitté le groupe en 2014).

## Biographie

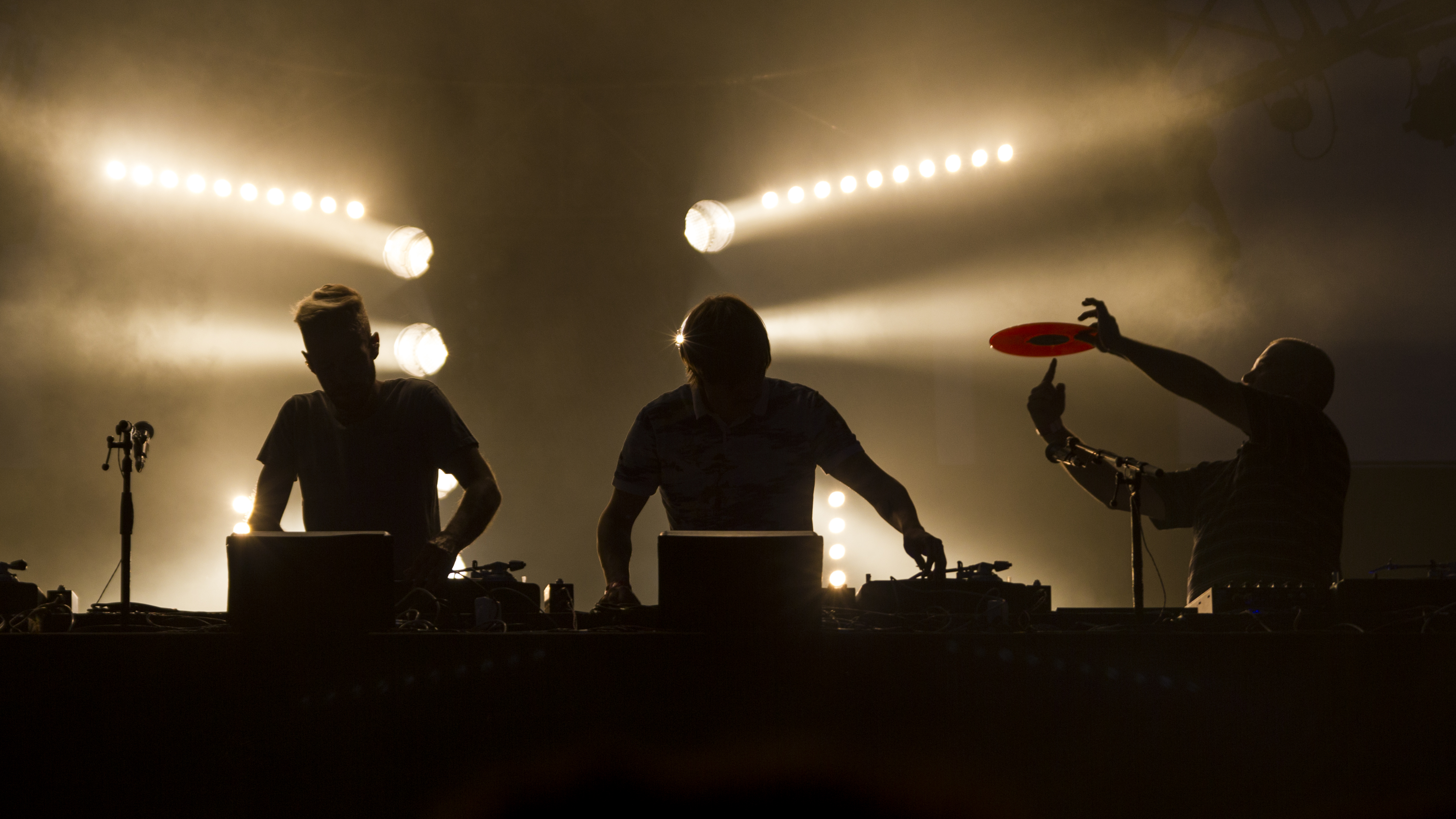
Birdy Nam Nam en concert sur l'esplanade de La Défense en juillet 2013.

Le groupe est formé en 2001. Leur nom est tiré du film La Party, avec Peter Sellers, où ce dernier interprète un figurant indien. Il est invité par erreur dans une soirée, dans laquelle il voit un oiseau et en voulant le nourrir, lui dit à plusieurs reprises « birdy nam nam » (« birdie num num » en réalité). Ce passage du film est intégré au titre Ready for War, Ready for Whut?
Leur premier album Birdy Nam Nam est sorti le 25 octobre 2005. En 2007 sort un EP nommé Trans Boulogne Express (référence à Trans-Europe Express de Kraftwerk), orienté dancefloor. En juillet 2008, ils font une apparition au Festival en Othe. Leur deuxième album, Manual for Successful Rioting, sort le 12 janvier 2009. Produit notamment par Yuksek et Justice, il vise également les dancefloors et comporte une partie des nouvelles créations utilisées par le groupe durant leurs derniers concerts en public.
En 2010, le groupe remporte le Prix de la révélation électronique ou dance de l'année, aux Victoires de la musique.

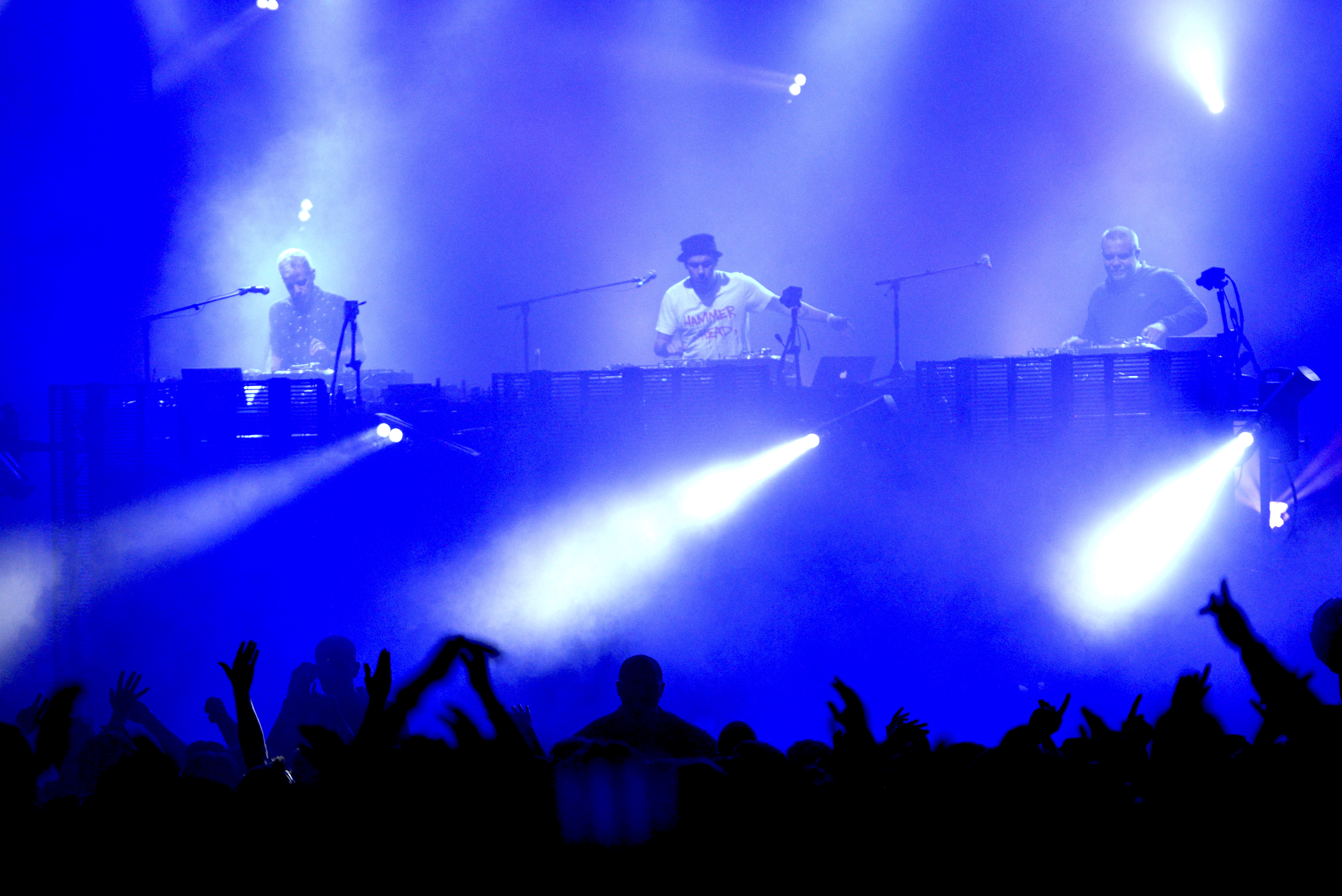
Birdy Nam Nam, le 02 septembre 2016 au concert de rentrée de Dijon.

Leur troisième album, produit par Para One, intitulé Defiant Order, sort le 19 septembre 2011. Un « disque qui risque de surprendre », prévenait DJ Pone la même année. En 2012, ils obtiennent une plus large audience dans le monde anglophone grâce à Skrillex. La rencontre s'est faite au Festival des Artefacts, à Strasbourg. Skrillex joue après Birdy Nam Nam et est très impressionné, il remixe alors leur titre Goin' In et le sort sur son label OWSLA, un album de remix, Jaded Future. Ils participent au morceau Wild for the Night avec ASAP Rocky et Skrillex qui se hissera aux tops 100 américain et canadien,.

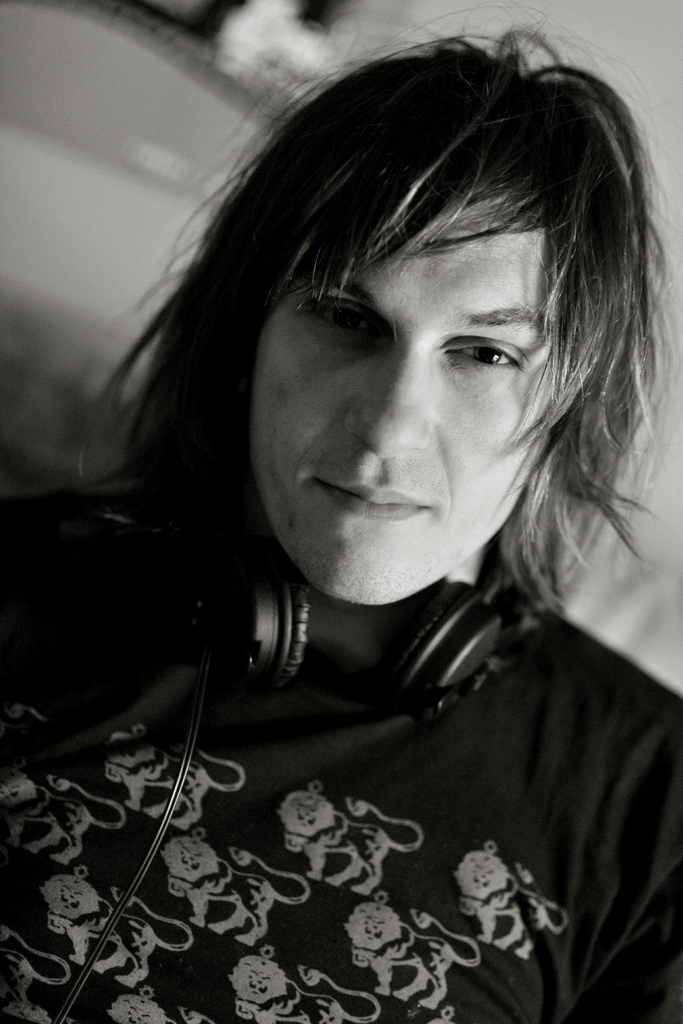
Little Mike - Birdy Nam Nam. 2012.

En 2015, Birdy Nam Nam annonce son retour, avec un nouvel album, Dance or Die, et une tournée française, sans DJ Pone. L'album sort le 16 septembre 2016, et est produit par Little Mike.

## Style musical
Chaque membre du trio utilise sa platine tel un instrument en manipulant des samples tirés de disques vinyles variés, technique appelée turntablism. Leurs influences sont diverses : hip-hop, trip hop, groove, rock, jazz, funk, bass music, RnB, etc.

## Compétitions
- Scratch Action Hero :
  - 1999 :
    -  Champion de France DMC
    -  3e au championnat du monde DMC

  - 2000 :
    -  Champion de France DMC
    -  Champion d'Europe International Turntablism Federation (ITF)
    -  Champion du monde ITF

  - 2001 :  3e au championnat du monde DMC
- Birdy Nam Nam :
  - 2002 :  Champion du monde DMC (sans DJ Pone se réservant à la catégorie individuelle)

## Vidéographie
- Live au Zenith de Paris 2011 (Defiant Order Tour).